# دریاچه ژنو

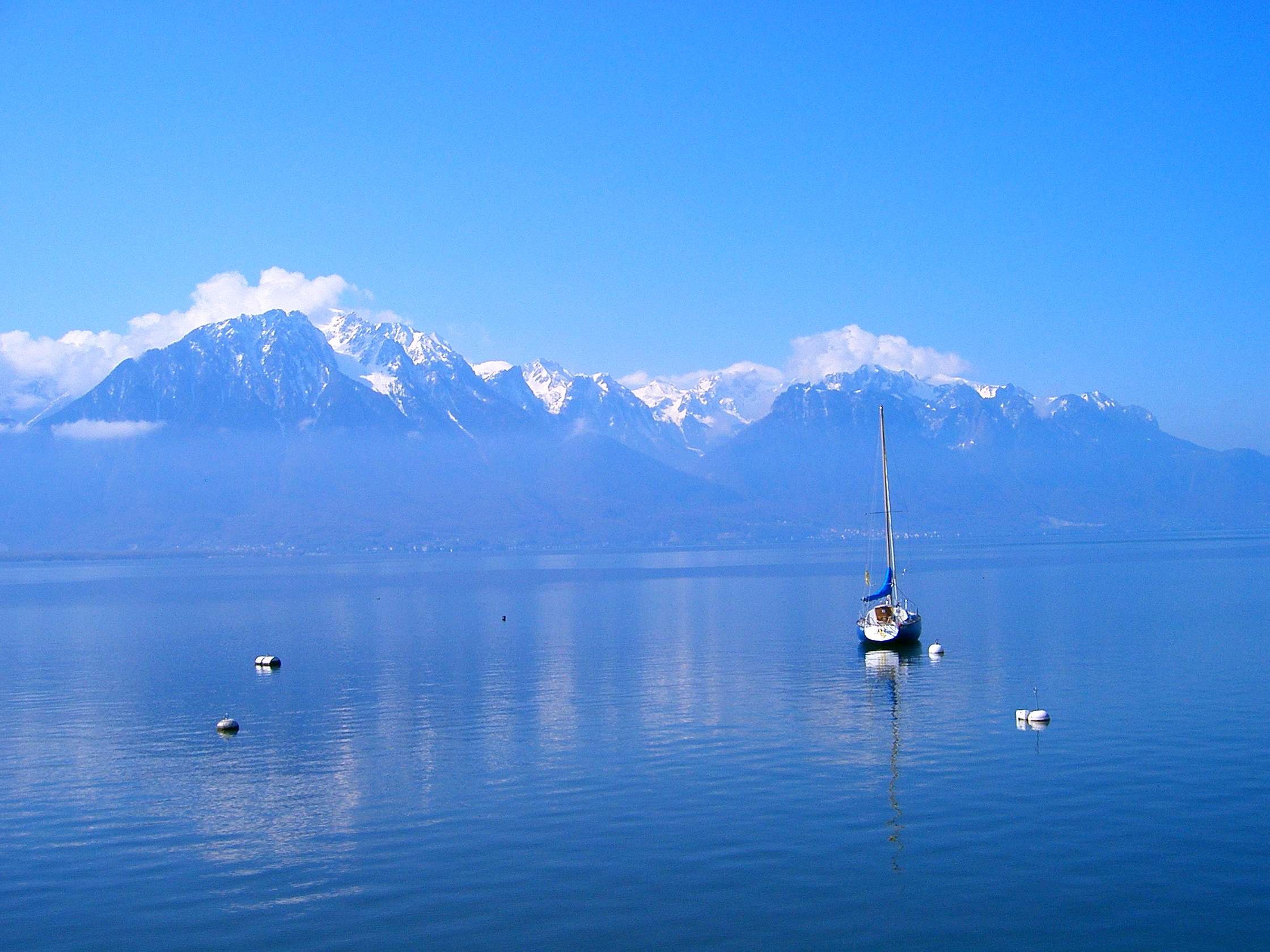
دریاچهٔ ژنو در مونترو

دریاچه لِمان یا دریاچهٔ ژنو (به فرانسوی: Lac Léman)، (به فرانسوی: le Léman) یا (به فرانسوی: Lac de Genève)، (به آلمانی: Genfersee) دریاچه‌ای در شمال رشته کوه‌های آلپ بوده و در مرز دو کشور سوئیس و فرانسه قرار دارد. دریاچه ژنو یکی از بزرگ‌ترین دریاچه‌های اروپای غربی بشمار می‌آید.
شهرهای ژنو، لوزان، مونترو و ووه سوئیس و فرانسه در ساحل این دریاچه قرار دارند. این دریاچه از زیباترین جاذبه‌های گردشگری در مرز دو کشور سوئیس و فرانسه بشمار می‌رود. قسمتی از شمال کوه‌های آلپ از دریاچهٔ ژنو به خوبی دیده می‌شود. شصت درصد از دریاچه متعلق به سوئیس(۳۴۵.۳۱ کیلومتر مربع) و چهل درصد(۲۳۴.۷۱ کیلومتر مربع) به فرانسه تعلق دارد. این دریاچه عمیق بزرگترین دریاچه در مسیر رود رون است.

## نگارخانه

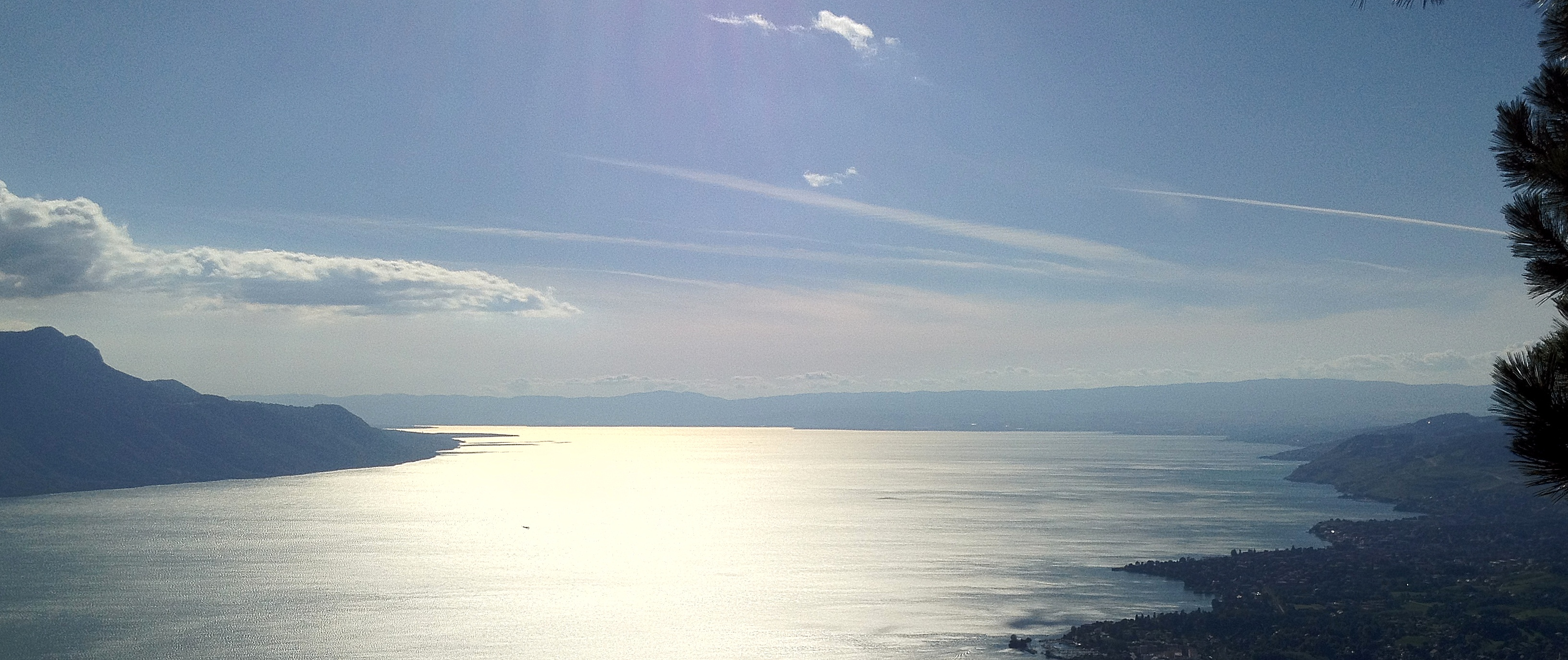

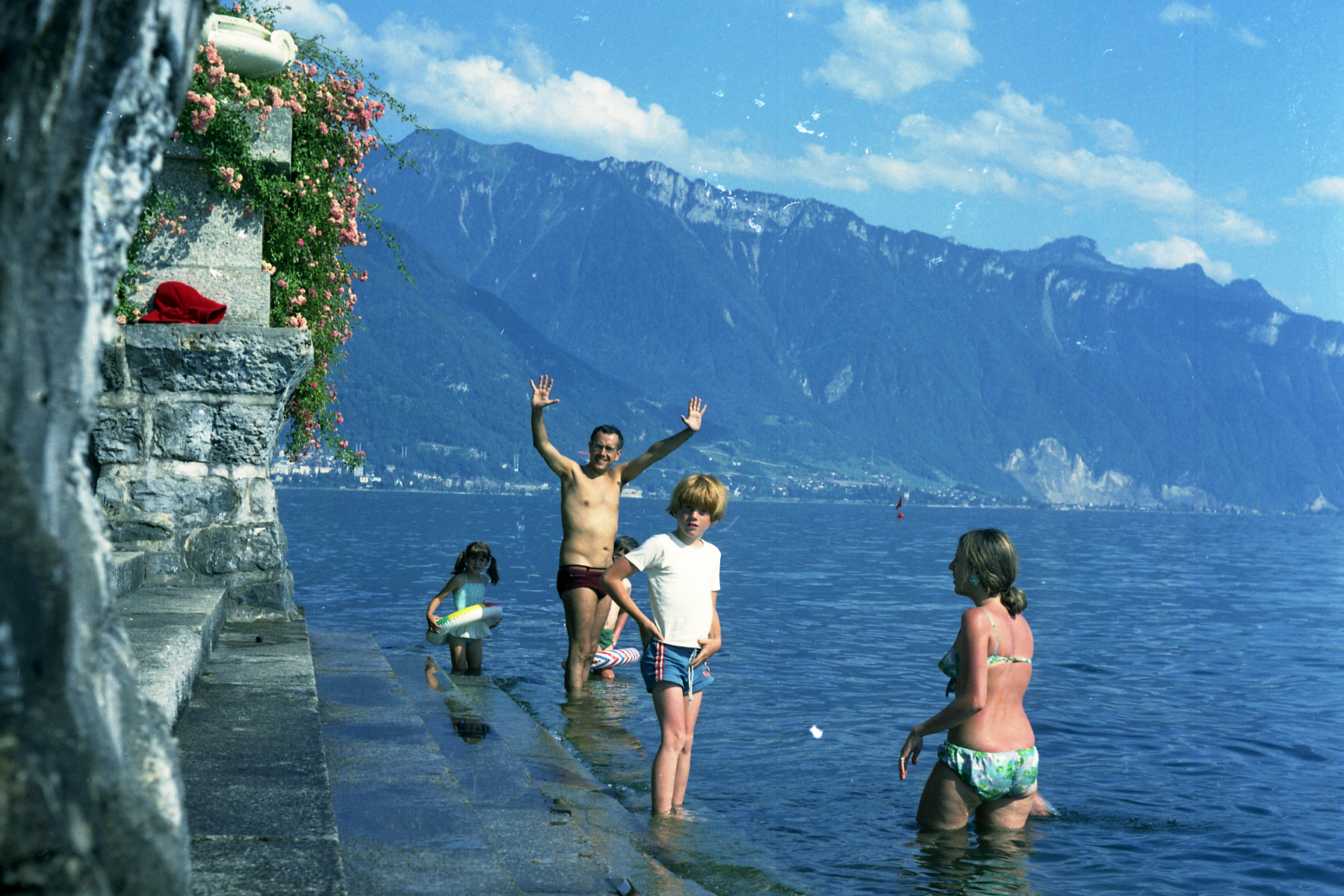
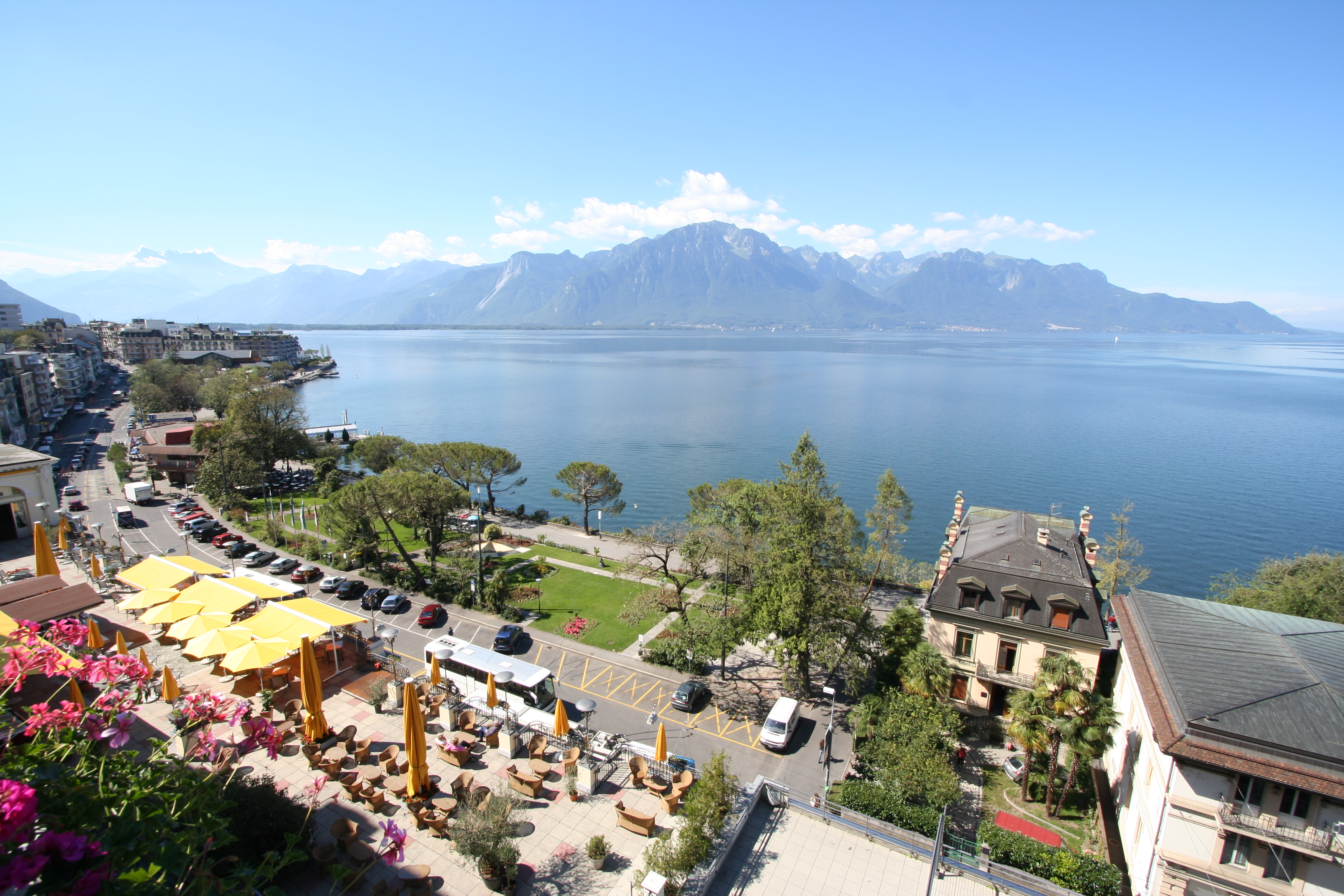
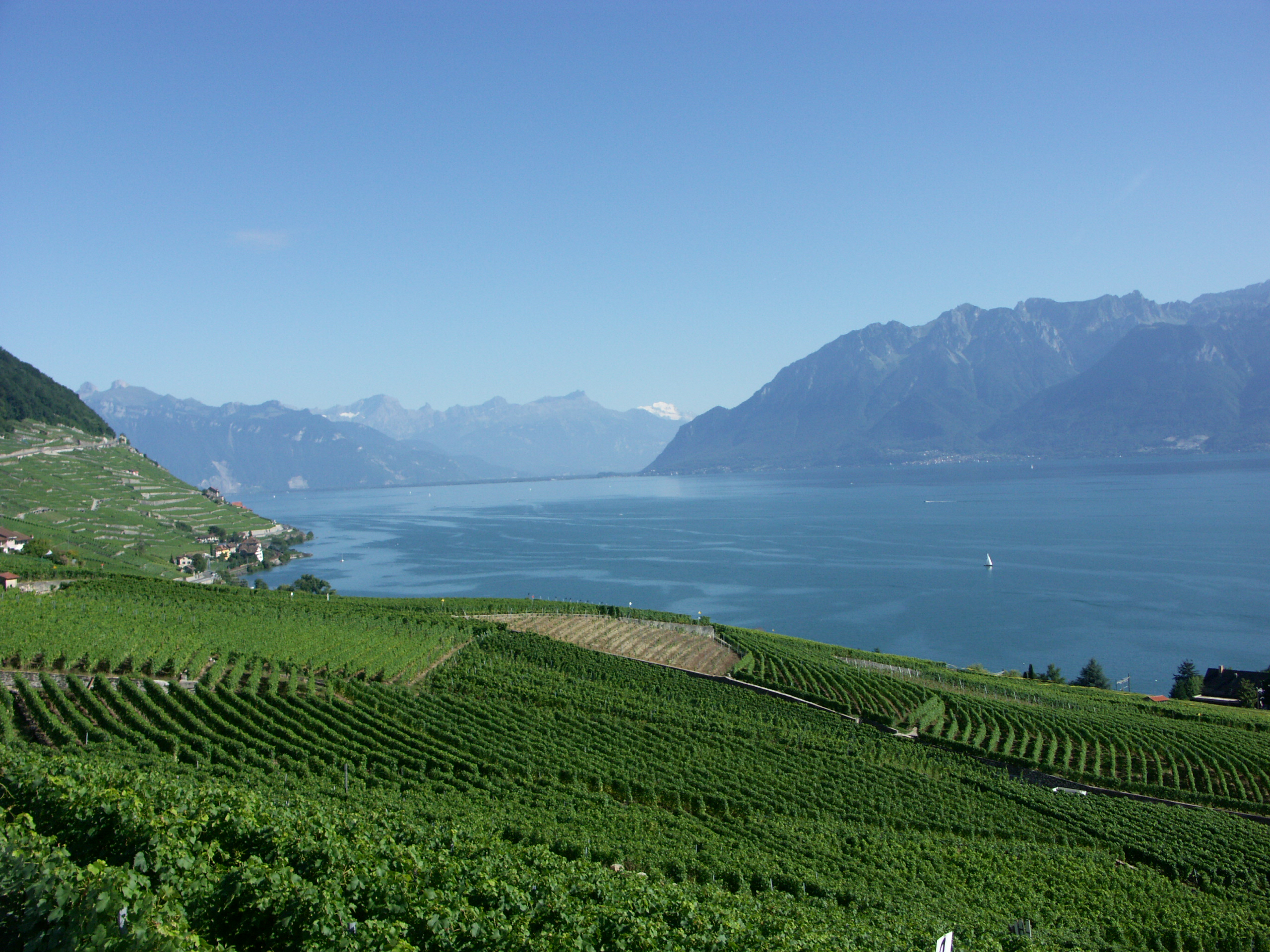
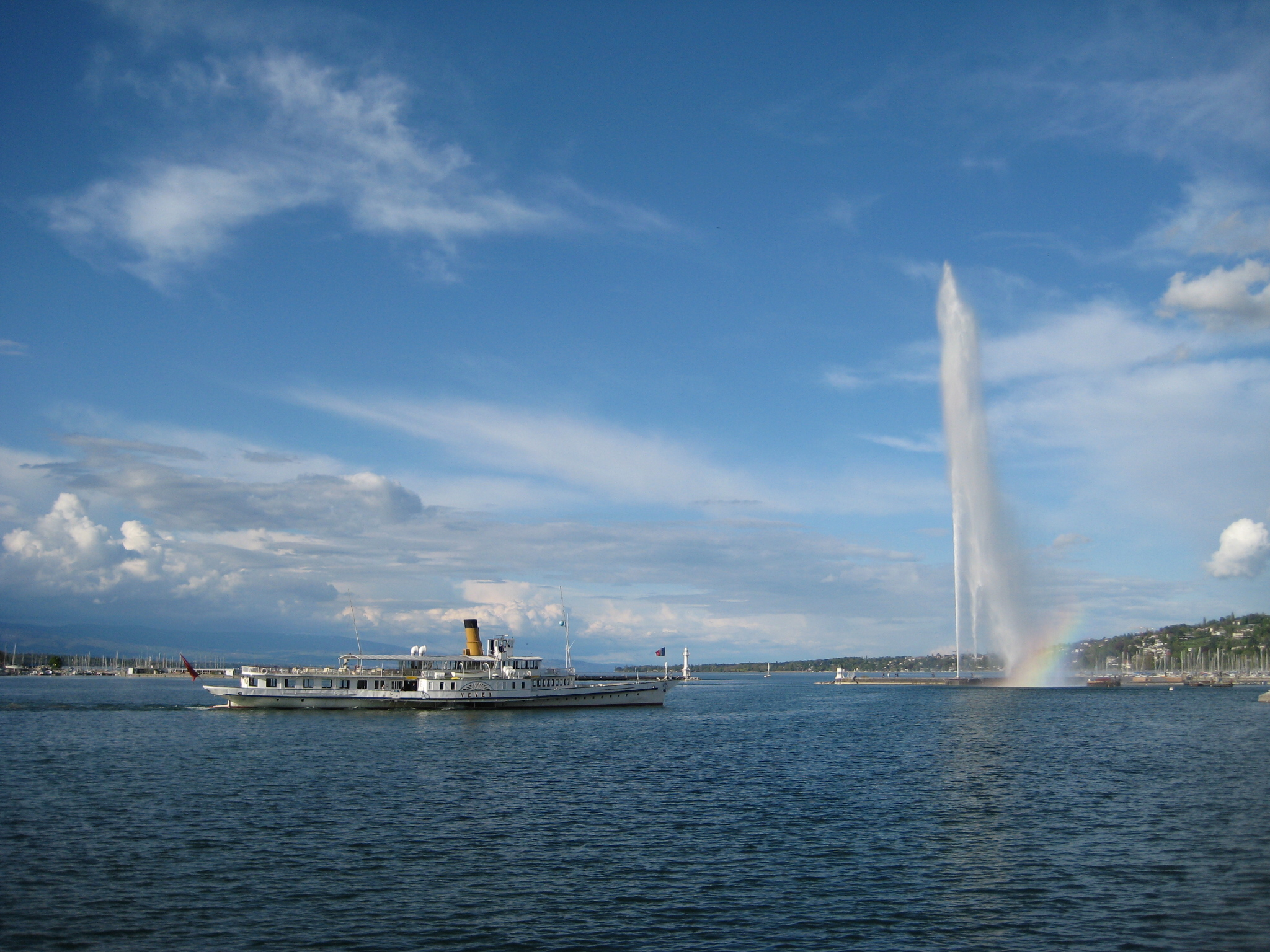
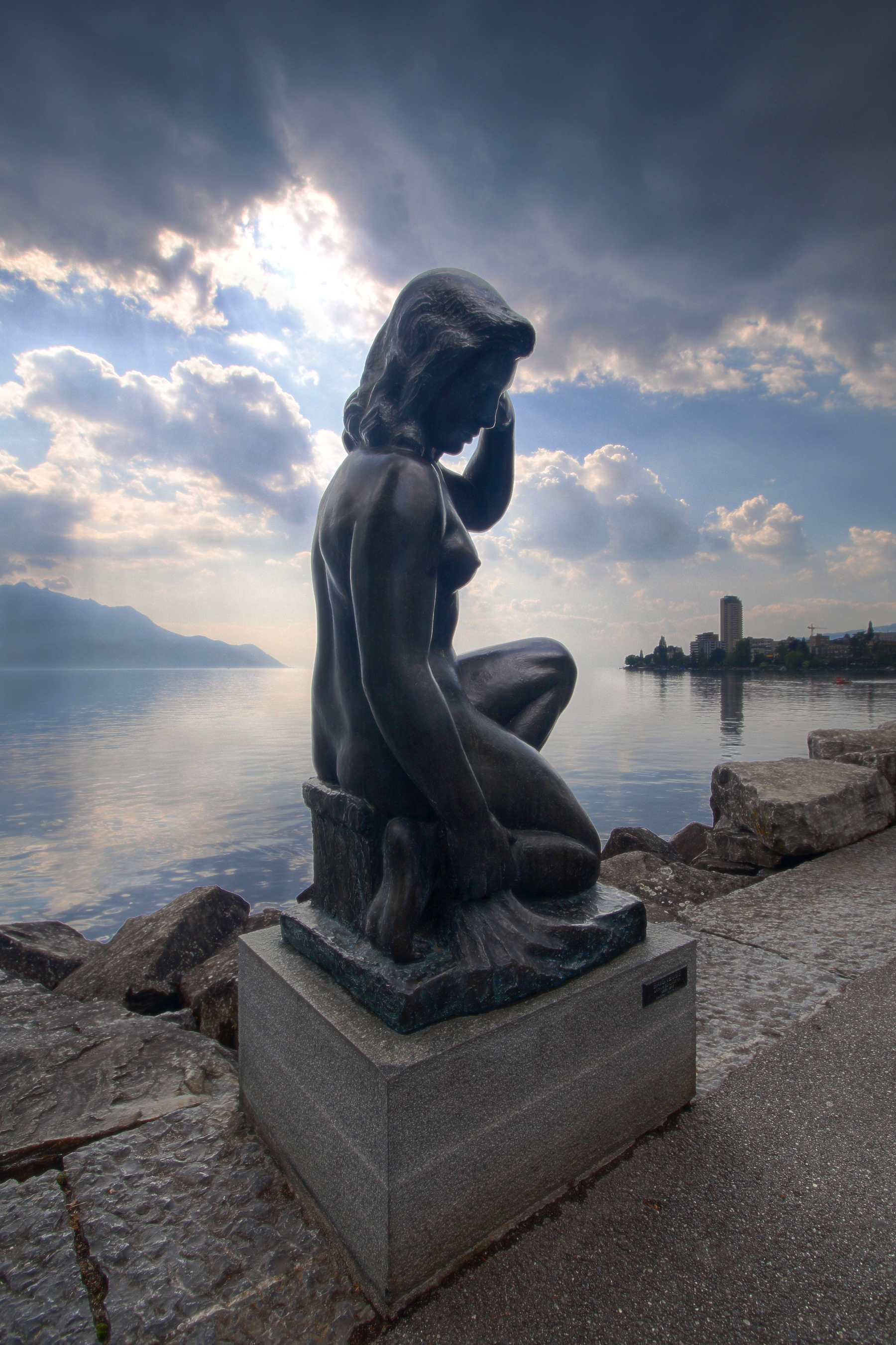